# Gagrella victoria
Gagrella victoria is een hooiwagen uit de familie Sclerosomatidae.